# Wahrheit und Politik
Wahrheit und Politik ist ein Essay von Hannah Arendt. Arendt reflektierte 1964 aufgrund der Kontroverse um ihre Publikation Eichmann in Jerusalem über das Verhältnis von Wahrheit und Politik, um Antworten auf zwei unterschiedliche Probleme zu erhalten: „Das erste betrifft die Frage, ob es stets richtig ist, die Wahrheit zu sagen. Das zweite ergab sich aus der erstaunlichen Zahl an Lügen, von denen in der ‚Kontroverse‘ Gebrauch gemacht wurde – Lügen einerseits über das, was ich geschrieben, und andererseits über die Tatsachen, die ich berichtet hatte.“ Die Abhandlung erschien etwas verändert in englischer Sprache 1967 und überarbeitet auf Deutsch erneut 1969.

## Arendts Politikverständnis
Für Arendt ist zunächst die Verschiedenheit der Beteiligten eine Bedingung des Politischen: „Politik beruht auf der Tatsache der Pluralität von Menschen“. Im Hinblick auf die von ihr favorisierte Räterepublik schreibt sie, „daß keiner glücklich genannt werden kann, der nicht an öffentlichen Angelegenheiten teilnimmt, daß niemand frei ist, der nicht aus Erfahrung weiß, was öffentliche Freiheit ist, und daß niemand frei oder glücklich ist, der keine Macht hat, nämlich keinen Anteil an öffentlicher Macht.“ Ausgehend von der griechischen Polis betrachtet sie in Wahrheit und Politik die zeitgenössische Gefährdung sinnvoller Politik. Arendt sieht die Urteilsfähigkeit im Umgang mit der Wahrheit, sowohl der Regierten wie der Machthaber, als gefährdet an, nicht nur in totalitären Gesellschaften, sondern tendenziell auch in „demokratischen“ Gemeinwesen. Als bedroht bezeichnet sie dabei den politischen und moralischen „Orientierungssinn“.

## Bereiche von Politik und Wahrheit
Hannah Arendt stellt fest, dass über das, was wahr ist, nicht die Politik bestimmen kann. Dies sei nicht ihre Aufgabe, sondern der Bereich des Philosophen, des Wissenschaftlers, des Richters, des Historikers, des Journalisten und anderer Berufe. Politiker neigten hingegen dazu, mit der Wahrheit „auf Kriegsfuß“ zu stehen. Der Anspruch Platons, die Wahrheit mit der Politik zu vereinen, habe hinsichtlich der Politik nur antipolitische Konsequenzen. Dagegen verteidigt Arendt die Politik, da sie die einzige Möglichkeit für Menschen sei, „die Welt zu verändern.“

## Wahrheit in der Politik
In Wahrheit und Politik unterscheidet Hannah Arendt die „Wahrheiten der Vernunft“ von der „Tatsachenwahrheit“, da der Bereich des Politischen sich zu ihnen unterschiedlich verhalte. „Wenn politische Macht sich an Vernunftwahrheiten vergreift, so übertritt sie gleichsam das ihr zugehörige Gebiet, während jeder Angriff auf Tatsachenwahrheiten innerhalb des politischen Bereichs selbst stattfindet.“ Arendt beschreibt im Zusammenhang mit Angriffen der Politik auf Tatsachenwahrheiten die Manipulation der Geschichtsschreibung durch die Politik. Als Beispiel nennt sie Leo Trotzkis Rolle in der Russischen Revolution, die in keinem sowjetischen Geschichtsbuch erwähnt werde. Die Trennung von Vernunftwahrheit und Tatsachenwahrheit ist ihrer Auffassung nach für die Politik von großer Bedeutung. Hierbei hält sie die Tatsachenwahrheit für weit mehr gefährdet als die Vernunftwahrheit.
Zwischen der politischen Vision sowie den eigenen Interessen einerseits und der Lüge andererseits gebe es enge Verbindungen. Eine Konsequenz daraus sei, dass Politiker es mit den Tatsachen nicht so genau nähmen. Anders verhalte es sich mit der Wahrheit, denn sie sei „das, was der Mensch nicht ändern kann; metaphorisch gesprochen ist sie der Grund, auf dem wir stehen, und der Himmel, der sich über uns erstreckt.“ Wahrheiten stehen also im Gegensatz zu Meinungen und Urteilen, die veränderbar sind. „Die Schwierigkeit liegt darin, daß Tatsachenwahrheit wie alle Wahrheit einen Gültigkeitsanspruch stellt, der jede Debatte ausschließt, und die Diskussion, der Austausch und Streit der Meinungen, macht das eigentliche Wesen allen politische Lebens aus.“ Jedoch bleiben die Tatsachen wesentlich für die Beurteilung von Meinungen und beschränken die Möglichkeit der Meinungsbildung:

„Tatsachen sind der Gegenstand von Meinungen, und Meinungen können sehr verschiedenen Interessen und Leidenschaften entstammen, weit voneinander abweichen und doch alle noch legitim sein, solange sie die Integrität der Tatbestände, auf die sie sich beziehen, respektieren.“

Die Integrität gegenüber Tatsachen betrachtet Arendt in totalitären Systemen, aber auch in anderen Gesellschaftsformen nicht mehr als gegeben: In den Diktaturen werden unbequeme Tatsachen bedenkenlos gefälscht und unterdrückt, in der modernen Demokratie werde versucht, unbequeme Tatsachen als Meinungsäußerungen darzustellen, um sie an den Rand des Politischen zu stellen. Erst in einer solchen Situation ist nach Arendt „Wahrhaftigkeit“ eine politische Tugend, die ansonsten in der Politik nie eine Tugend darstelle.

### Verwandlung von Tatsachenwahrheiten in Meinungen
Für die Moderne diagnostiziert Arendt eine Verschiebung des Konflikts zwischen Politik und Wahrheit. Verschwunden scheine der Konflikt zwischen Politik und Wahrheiten aus Gründen der Vernunft. Stattdessen seien es die Tatsachen, die von der Politik angefeindet werden:

„Zwar hat es vermutlich nie eine Zeit gegeben, die so tolerant war in allen religiösen und philosophischen Fragen, aber es hat vielleicht auch kaum je eine Zeit gegeben, die Tatsachenwahrheiten, welche den Vorteilen oder Ambitionen einer der unzähligen Interessengruppen entgegenstehen, mit solchem Eifer und so großer Wirksamkeit bekämpft hat.“

Arendt bezieht sich hier auf Tatsachen, die der „informierten Öffentlichkeit“ wohlbekannt sind. Ein Phänomen ist es demnach, dass diese Tatsachen in heutiger Zeit (1967) wie „Tabus“ behandelt werden, also als geheim, obwohl sie keine Geheimnisse sind. Über diese Tatsachen zu reden werde gefährlich. Dieses Problem sei nicht auf „die sogenannte freie Welt“ beschränkt, sondern gerade anhand des Nationalsozialismus und des Stalinismus bekannt geworden. Es sei in der Zeit des Nationalsozialismus erheblich gefährlicher gewesen, von Vernichtungslagern zu reden, „deren Existenz kein Geheimnis war“, als sich über die Ideologien wie den Antisemitismus zu äußern.
In der „freien Welt“ hingegen sei es nur deshalb möglich, über „unliebsame Tatsachen“ zu reden, weil diese dort bewusst wie unbewusst „in eine Meinung verwandelt“ werden. Das gelte beispielsweise für „unbequeme geschichtliche Tatbestände, wie dass die Hitlerherrschaft von einer Mehrheit des deutschen Volkes unterstützt oder dass Frankreich im Jahre 1940 von Deutschland entscheidend besiegt wurde oder auch die profaschistische Politik des Vatikans im letzten Krieg.“ Diese Tatsachen würden – unter dem Hinweis auf die freie Meinungsäußerung „behandelt, als seien sie keine Tatsachen, sondern Dinge, über die man dieser oder jener Meinung sein könne“.

### Ohnmacht und Kraft der Wahrheit gegenüber der Politik
Gegenüber „bestehenden Mächten und Interessen“ ist laut Arendt die Wahrheit im Konfliktfall immer benachteiligt. „Überredungskünste oder auch Gewalt können Wahrheit vernichten“, schreibt sie. Allerdings könne die Politik die Wahrheit durch nichts anderes ersetzen, und hierin besitze die Wahrheit „eine Kraft eigener Art“. Dieser Zusammenhang gelte „für religiöse und Vernunftwahrheiten genauso wie, vielleicht offensichtlicher, für Tatsachenwahrheiten.“

### Glaubwürdigkeit und Unparteilichkeit
Politik wird in diesem Essay vom Standpunkt der Wahrheit aus betrachtet. Hannah Arendt postuliert:

„Wer nichts will als die Wahrheit sagen, steht außerhalb des politischen Kampfes, und er verwirkt diese Position und die eigene Glaubwürdigkeit, sobald er versucht, diesen Standpunkt zu benutzen, um in die Politik selbst einzugreifen. [Allerdings bleibt die Frage,] ob diesem Standpunkt selbst eine politische Bedeutung zukommt.“

Wer Fakten aufdecken, richten, Kunst schaffen möchte, Wissenschaften betreibt, Geschichte rekonstruiert oder philosophische Erkenntnisse gewinnen will, muss eine unparteiliche Position einnehmen, die er nur außerhalb von Gemeinschaft und Gesellschaft findet. Für die damit verbundenen Berufe ist „das politische Engagement“ und „das Eintreten für eine Sache“ ausgeschlossen. Gleichwohl bleiben diese Menschen nicht auf diese Funktion gänzlich beschränkt: „Sie sind Modi menschlicher Existenz und als solche allen Menschen bekannt; es handelt sich hier um keine im Vorhinein geprägten Typen, sondern eher schon um Berufe, in denen ja auch kein Mensch restlos aufgeht.“

## Fiktionen in der Politik
Gegen die Verwandlung von Tatsachenwahrheiten in Meinungen führt Hannah Arendt die unumstößliche Faktizität des Faktischen ins Feld. Diese bleibe auch trotz etwaiger Überlagerungen durch propagandistische Totalfiktionen erhalten:   

„Wo Tatsachen konsequent durch Lügen und Totalfiktionen ersetzt werden, stellt sich heraus, daß es einen Ersatz für die Wahrheit nicht gibt. Denn das Resultat ist keineswegs, daß die Lüge nun als wahr akzeptiert und die Wahrheit als Lüge diffamiert wird, sondern daß der menschliche Orientierungssinn im Bereich des Wirklichen, der ohne die Unterscheidung von Wahrheit und Unwahrheit nicht funktionieren kann, vernichtet wird.“

Die Abkehr von der Faktizität und die Störung des Orientierungssinns treffe auch die Regierenden. Diese unterlägen autosuggestiv ihren eigenen Fiktionen, was ihnen zugleich helfe, diese nur um so plausibler hervorzubringen:  

„Im Unterschied zu Lügen der Außenpolitik, die sich immer an einen Feind von außen wenden und nicht unbedingt das innenpolitische Leben der Nation zu bestimmen brauchen, sind die auf den inneren Gebrauch zugeschnittenen »Images« eine große Gefahr für die gesamte Erfahrungswirklichkeit des Volkes, und die ersten Opfer dieser modernen Art zu lügen sind natürlich die Hersteller dieser
Fiktionen selbst.“

Dennoch lässt sich die Faktizität eines Faktums nicht so einfach auflösen:   

„[D]as klarste Zeichen der Faktizität eines Faktums ist eben dies hartnäckige Da[-Sein], das letztlich unerklärbar und unabweisbar alle menschliche Wirklichkeit kennzeichnet. Die Propagandafiktionen zeichnen sich dagegen stets dadurch aus, daß in ihnen alle partikularen Daten einleuchtend geordnet sind, daß jedes Faktum voll erklärt ist, und dies gibt ihnen ihre zeitweise Überlegenheit; dafür fehlt ihnen die unabänderbare Stabilität alles dessen, was ist, weil es nun einmal so und nicht anders ist. Konsequentes Lügen ist im wahrsten Sinne des Wortes bodenlos und stürzt Menschen ins Bodenlose, ohne je imstande zu sein, einen anderen Boden, auf dem Menschen stehen könnten, zu errichten.“

Vor diesem Hintergrund schlussfolgert Hannah Arendt:  

„Wo prinzipiell und nicht nur gelegentlich gelogen wird, hat derjenige, der einfach sagt, was ist, bereits zu handeln angefangen, auch wenn er dies gar nicht beabsichtigte.“